# Katafa
Katafa község Vas vármegyében, a Körmendi járásban.

## Fekvése
Körmendtől 5 kilométerre délkeletre fekszik, a Vasi-Hegyhát tájegységben.
A környező települések: észak felől Körmend, kelet felől Nagymizdó, délkelet felől Hegyhátsál, nyugat felől pedig Nádasd.

### Megközelítése
Központjától nyugatra húzódik észak-déli irányban a 86-os főút, így mindkét irányból ez a legfontosabb közúti elérési útvonala.
Korábban, a nádasdi elkerülő úthálózat átadása előtt áthaladt a központján, annak főutcájaként a 76-os főút is, amely a Balatontól Zalaegerszegen át húzódott idáig (ma már kissé délebbre, Nádasdnál van a végpontja).
Belterületén ma a 7445-ös út halad végig.
Vasútvonal nem érinti, a legközelebbi vasúti csatlakozási lehetőséget így a Szombathely–Szentgotthárd-vasútvonal Körmend vasútállomása kínálja, néhány kilométerre északra.

## Története
A település első ismert okleveles említése 1230-ból származik.
Határában emelkedik a Várdomb, ahol régészek római kori leleteket találtak. Az egykoron itt áthaladó borostyánút mellett állt egy mansio, kiserőd. A Salla (Zalalövő) és Savaria (Szombathely) között megközelítően félúton található őrség vigyázta a rábai átkelőt. Másodlagos feladatuk közé tartozott a híres római futárszolgálatot ellátni pihent lóval és élelemmel. A feltárás során előkerült 18 aranypénz is, amelyeket feltehetően az őrállomást gyorsan elhagyni kényszerülő katona rejthetett el.
A 16. században a Nádasdy majd később a Festetics család birtokában volt.
Katafán még az 1960-as években is létezett a kisbíró intézménye. Az ezzel a feladattal megbízott, többnyire fiatal ember, gyalog vagy biciklivel körbement a faluban és hirdetményeket, hivatalos tudnivalókat olvasott fel. Amikor megállt valahol, lehetőleg olyan helyen ahol több ház is állt, megverte a nyakába akasztott dobot, aminek hangjára az ott lakók köré sereglettek. Ezután felolvasta a hirdetményt majd tovább ment. Így járta be az egész falut. A dolog érdekessége, hogy az ország más részein a hírközlés ilyen módja akkor már alig létezett.
Ugyanebben az időben volt még egy másik „érdekesség”, a több osztályos iskola, ahol a tanteremben egyszerre tanult két évfolyam. A tanítónak egyszerre kellett mind a két évfolyammal foglalkoznia . Ez volt az ún. részben osztott iskola. A nehéz feladatot úgy oldották meg, hogy az egyik osztállyal foglalkozott a tanító (közvetlen óra), a másik önálló feladatot kapott (pl. szöveg tanulását, nyelvtani, matematikai feladatok megoldását stb.); a tanítási óra utolsó perceiben pedig ellenőrizte az önálló munkát végzőket. A falunak két tantermes iskolája volt, így a felsősök (5-8.) délelőtt jártak, az alsósok (1-4.) délután.
Ilyen körülmények között tanítani és tanulni természetesen egyaránt nehéz volt, ennek ellenére az ilyen mostoha körülmények között tanuló diákok közül is többen végeztek egyetemet, főiskolát. Így válhatott az akkori katafai diákokból ügyvéd, iparművész, orvos, tanár és mérnök stb. is. Szerencsére nem sokkal később ez az iskolatípus Katafán is megszűnt.
Ekkoriban orvosi rendelő sem létezett a faluban, csak az iskolában volt egy vörös kereszttel jelzett üvegezett vitrin, amiben a kisebb sérülésekhez való kötszert és néhány gyógyszert tartottak. Baj esetén a tanító látta el a beteget. Komolyabb esetben lovaskocsival vitték a pácienst Körmendre, ami komoly próbatételt jelentett a szállított betegnek.

## Közélete

### Polgármesterei
- 1990–1994: Papp Gyula (független)[3]
- 1994–1998: Papp Gyula (független)[4]
- 1999–2002: Papp Gyula (független)[5]
- 2002–2006: Gérnyiné Hajba Erzsébet (független)[6]
- 2006–2010: Gérnyiné Hajba Erzsébet (független)[7]
- 2010–2014: Gérnyiné Hajba Erzsébet (független)[8]
- 2014–2019: Gérnyiné Hajba Erzsébet (független)[9]
- 2019–2024: Lakics János (független)[10]
- 2024– : Lakics János (független)[1]

A településen 1998-ban sem polgármester-, sem képviselő-testületi választást nem lehetett tartani, elegendő számú jelölt hiányában. Az emiatt szükségessé vált időközi választásokon, amiket 1999. május 16-án tartották meg, már nemcsak a korábbi polgármester vállalta, hogy újból elindul a posztért (amit meg is tudott tartani, a választás eredményeként), de két kihívója is akadt.

## Népesség
A település népességének változása:
| Lakosok száma | 359  | 364  | 352  | 333  | 344  | 329  | 321  |
|               | 2013 | 2014 | 2015 | 2021 | 2022 | 2023 | 2024 |

A 2011-es népszámlálás során a lakosok 91%-a magyarnak, 1,2% németnek, 0,6% szerbnek mondta magát (8,4% nem nyilatkozott; a kettős identitások miatt a végösszeg nagyobb lehet 100%-nál). A vallási megoszlás a következő volt: római katolikus 58,3%, református 6,1%, evangélikus 16,8%, felekezet nélküli 3,5% (15,1% nem nyilatkozott).
2022-ben a lakosság 93,9%-a vallotta magát magyarnak, 2,9% németnek, 0,6% szlováknak, 0,3% cigánynak, 0,3% románnak, 0,3% horvátnak, 0,9% egyéb, nem hazai nemzetiségűnek (5,8% nem nyilatkozott; a kettős identitások miatt a végösszeg nagyobb lehet 100%-nál). Vallásuk szerint 42,7% volt római katolikus, 16,6% evangélikus, 3,8% református, 0,3% izraelita, 0,3% egyéb keresztény, 4,9% egyéb katolikus, 6,4% felekezeten kívüli (23,5% nem válaszolt).

## Sport
A községben 2009 őszi szezontól újra megalakult a KATAFA SK futball csapat.

## Nevezetességei
- Kápolna: A volt iskola udvarán épült kápolnát 1989. szeptember 26-án adták át.
- Millenniumi emlékmű

1856 évben egy utazó így jellemzi a környéket:
„Baltavárról toronyirányban vágunk a Kemenesalja dombvonulatának és kedves, változatos határokon át iparkodunk vissza a Rába medencéjébe. A dombvonulatok hajlásaiban meghúzódó parányi falvacskák olyan sűrűn fekszenek itt, hogy kakasaik átkukorékolhatnak egymáshoz. Van köztük olyan is, mely csak 30-40 házból áll, például Katafa. De a legnagyobb Oloszka, sem számlál többet 125 háznál. Olyan egyszerűségben, névtelenségben élnek ezek itt, hogy még a megyebeli emberek sem igen tudnak létezésekről. Az apró falvacskák, melyeket útközben magunk mögött hagyunk, ilyen sorrendben következnek egymásután: Kisbér, Szentpéterfa, Karádföld, Petőmihályfa, Szarvaskend és Katafa. Katafánál alig lépjük át a síkságot szegélyező Herpenyő patakot, mely után bársonyos, üdefüvű rétek, gazdagon termő szántók csíkjai húzódnak a Rába felé, mikor a magas védőtöltéseken túl, Körmend tornyai ülnek ki a látóhatár peremére.”[forrás?]